# Aurélien Paret-Peintre
Ne doit pas être confondu avec Valentin Paret-Peintre.
Aurélien Paret-Peintre, né le 27 février 1996 à Annemasse (Haute-Savoie), est un coureur cycliste français. Professionnel depuis 2018, il a notamment remporté une étape du Tour d'Italie 2023.
Il est le frère du coureur cycliste Valentin Paret-Peintre, de cinq ans son cadet, et qui participe également aux grands tours.

## Biographie

### Débuts et carrière chez les amateurs

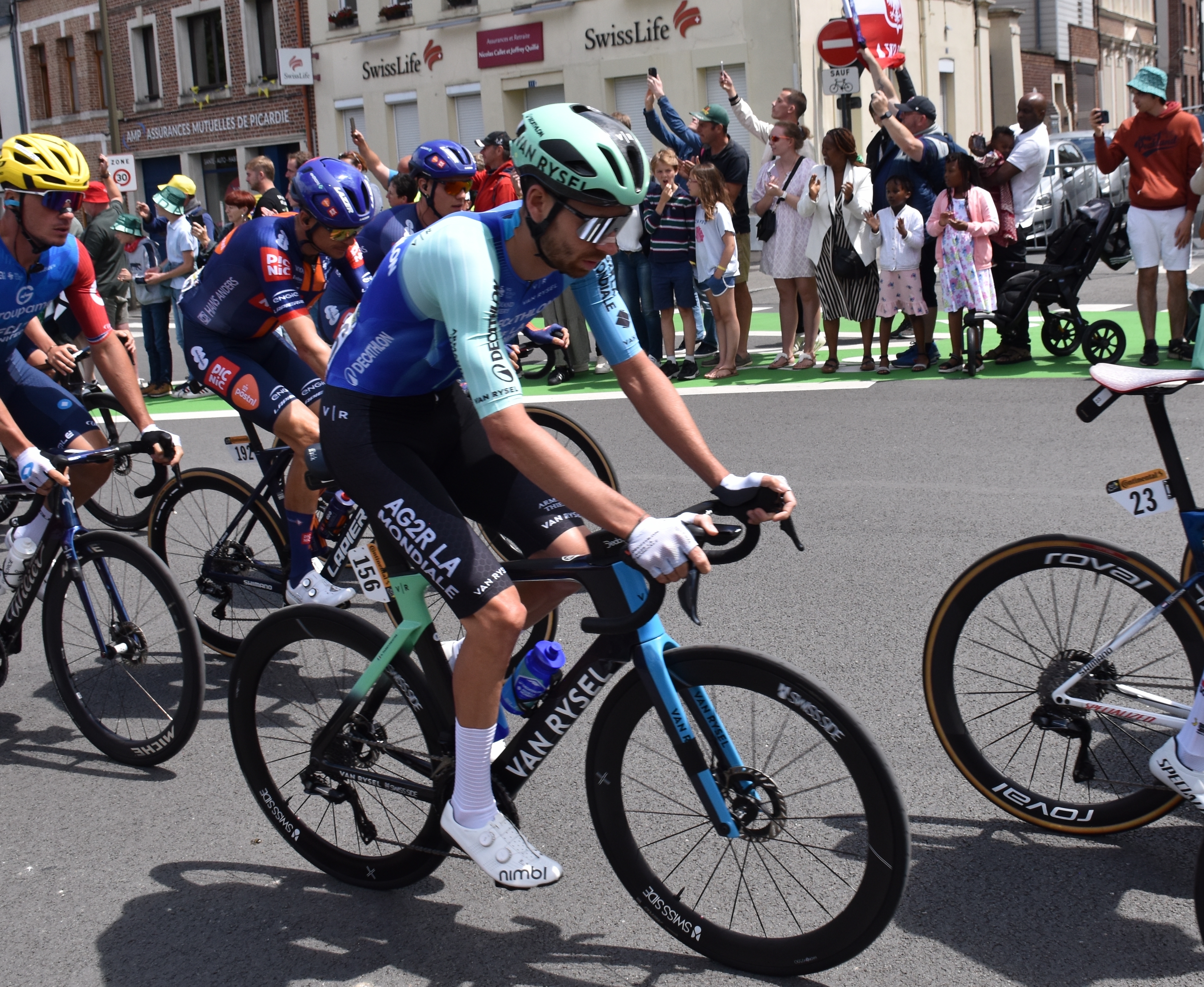
Aurélien Paret-Peintre #156 - Tour de France 2025

Aurélien Paret-Peintre commence le cyclisme en catégorie pupille au Vélo Club Cluses Scionzier. Son père est lui-même un ancien cycliste amateur, devenu dirigeant au VC Annemasse,. Fils aîné de la famille, Aurélien Paret-Peintre a une sœur, Maéva, qui pratique le cyclisme dans sa jeunesse et un frère, Valentin, qui devient professionnel dans la même équipe que lui.
Chez les juniors (moins de 19 ans), il s'illustre en étant l'un des meilleurs cyclistes français. Il s'impose notamment sur la Classique des Alpes juniors, une victoire qu'il qualifie de « déclic », et le Giro di Basilicata en 2013. L'année suivante, il remporte la première étape et le classement général du Tour d'Istrie, manche de la Coupe des Nations Juniors. Il représente également la France lors des championnats du monde. 
En 2015, il intègre le Chambéry CF, centre de formation de l'équipe AG2R La Mondiale. Bon grimpeur, il termine quatrième du Kreiz Breizh Elites et du championnat de France espoirs, ou encore sixième de la Ronde de l'Isard. L'année suivante, il se classe huitième de Liège-Bastogne-Liège espoirs. Il est ensuite sélectionné en équipe de France espoirs pour le Tour de l'Avenir, où il tient un rôle d'équipier pour David Gaudu, vainqueur de l'épreuve.
Sa saison 2017 est perturbée par une blessure à la rotule et une fracture du scaphoïde. Il parvient toutefois à finir quatrième du Piccolo Giro di Lombardia et dixième de Liège-Bastogne-Liège espoirs. Sous les couleurs de l'équipe de France espoirs, il termine quatorzième du Grand Prix de Plumelec-Morbihan au niveau professionnel. Il brille par ailleurs au Tour de l'Ain en réalisant deux tops 10 sur des étapes de montagne. En 2018, il est notamment deuxième de la Ronde de l'Isard, septième du Grand Prix Priessnitz spa et treizième du championnats d'Europe espoirs.

### Depuis 2018: AG2R
Lors de la présentation de son maillot 2018, l'équipe WorldTour AG2R La Mondiale annonce le passage d'Aurélien Paret-Peintre chez les professionnels à compter du 1er août 2018.
En août 2019, il termine cinquième de la Polynormande remportée par Benoît Cosnefroy. En octobre 2020, il termine le Tour d'Italie à la 16e place, premier coureur français de cette course.
Le 31 janvier 2021, pour son premier jour de course, il remporte le Grand Prix La Marseillaise, son premier succès chez les professionnels, en s'imposant devant les sprinteurs français Thomas Boudat et Bryan Coquard. Il enchaîne par le Tour de la Provence (12e du général), la Classic de l'Ardèche (7e) où se distingue son coéquipier Clément Champoussin (2e), la Drôme Classic (13e) avant de prendre le départ de sa première course World Tour de la saison, Paris-Nice (9e du général). 
Au début du mois de juin 2021 est annoncée la prolongation de son contrat jusqu'en fin d'année 2024.
Sélectionné pour le Tour de France 2022, Paret-Peintre est un des deux coureurs AG2R Citroën (avec Mikaël Cherel) testés positifs au SARS-CoV-2 avant le départ de la seizième étape et est contraint à l'abandon. Au mois d'octobre, il participe au Tour de Lombardie, où il est membre de l'échappée du jour.
Le 9 mai 2023, il remporte la quatrième étape du Tour d'Italie entre Venosa et Lago Laceno, en battant au sprint Andreas Leknessund qui prend le maillot rose.

#### Saison 2024
Aurélien Paret-Peintre commence sa saison 2024 sur le Grand Prix La Marseillaise qu’il termine en 16e position, il part ensuite sur l’Étoile de Bessèges où il réalise une bonne performance en prenant la 6e place au général. Les places d’honneur continue pour Paret-Peintre qui termine 5e de la Classic Var, 3e du Tour des Alpes-Maritimes et 9e de la Faun-Ardèche Classic. Toujours en France, sur Paris-Nice, il enchaîne les bonnes places (8e, 6e et 9e des 3, 6 et 7e étapes) mais ne parvient pas à réaliser un bon classement général. Il remporte la première victoire de sa saison sur le Tour des Alpes lors de la dernière étape. En forme, le Français est excellent sur liège-Bastogne-Liège et termine 5e. Lors du Tour d’Italie, il n’obtient qu’une 5e place sur la 10e étape et fini 26e du général. En juin, il participe au Tour de Belgique et aux Championnats de France sans réaliser de bonnes performances. Après plusieurs mois de repos, Paret-Peintre s’élance sur les routes du Tour de Pologne où il termine deux fois dans le top 10 d’étapes et termine 13e du classement général.

## Caractéristiques
Paret-Peintre apprécie particulièrement les courses par étapes et considère en 2021 être capable de viser les classements généraux de ces épreuves et « d'être régulier dans le top 10 des grands Tours ». Il a pour cela l'ambition d'obtenir une place de leader dans sa formation. Au sein du peloton, il n'a pas d'appréhension pour « frotter ». Initialement vu comme étant grimpeur, il se révèle complet en tant que professionnel.

## Palmarès

### Palmarès amateur
| - 2013 - Challenge National Juniors - Trophée Franco-suisse - Classic Jean-Patrick Dubuisson Junior - Classique des Alpes juniors - Giro di Basilicata : - Classement général - 1re étape - 2014 - Tour d'Istrie : - Classement général - 1re étape - 2e du Tour Nivernais Morvan juniors - 2015 - 2e étape du Tour de la CABA (contre-la-montre par équipes) - La Multipôle de l'Étang de Berre - Grand Prix du Faucigny - 2e d'Annemasse-Bellegarde et retour - 2e du Tour de la CABA - 2e du Prix de Saint-Trivier-de-Courtes - 3e du Tour du Pays de Gex-Valserine | - 2016 - 2e étape du Tour de l'Ardèche Méridionale - 3e du Prix de Bourg-en-Bresse - 3e de La Durtorccha - 3e du Tour d'Eure-et-Loir - 3e de la Nocturne de Chambéry - 2017 - 2e d'Annemasse-Bellegarde et retour - 3e du Tour du Canton de l'Estuaire - 3e du Tour de la Province de Bielle - 2018 - Annemasse-Bellegarde et retour - Circuit des Remparts - 2e du Grand Prix du Pays de Montbéliard - 2e de la Ronde de l'Isard - 3e du Circuit des Quatre Cantons |  |

### Palmarès professionnel
| - 2020 - 3e du Tour du Doubs - 2021 - Grand Prix La Marseillaise - 2e du Mercan'Tour Classic Alpes-Maritimes - 9e de Paris-Nice - 2022 - 10e de Paris-Nice | - 2023 - 3e étape du Tour des Alpes-Maritimes et du Var - 4e étape du Tour d'Italie - 2e du Tour des Alpes-Maritimes et du Var - 2024 - 6e étape du Tour des Alpes - 3e du Tour des Alpes-Maritimes - 5e de Liège-Bastogne-Liège - 2025 - 2e du Tour de Murcie |  |

### Résultats sur les grands tours

#### Tour de France
4 participations
- 2021 : 15e
- 2022 : non-partant (16e étape)
- 2023 : 55e
- 2025 : 25e

#### Tour d'Italie
3 participations
- 2020 : 16e
- 2023 : 15e, vainqueur de la 4e étape
- 2024 : 26e

### Classiques
Ce tableau représente les résultats de Aurélien Paret-Peintre sur les classiques auxquelles il a déjà participé au moins une fois.
| Année | Flèche wallonne | Liège-Bastogne-Liège | Grand Prix de Francfort | Classique de Saint-Sébastien | Bretagne Classic | GP de Québec | GP de Montréal |
| ----- | --------------- | -------------------- | ----------------------- | ---------------------------- | ---------------- | ------------ | -------------- |
| 2019  | 99e             | 64e                  | 59e                     | 50e                          | 80e              | 87e          | 74e            |

## Classements mondiaux
| Année                                 | 2015 | 2016  | 2017  | 2018 | 2019 | 2020 | 2021 | 2022 | 2023 | 2024 |
| ------------------------------------- | ---- | ----- | ----- | ---- | ---- | ---- | ---- | ---- | ---- | ---- |
| UCI World Tour                        |      | nc    | nc    | 356e |      |      |      |      |      |      |
| Classement mondial                    |      | 2352e | 1304e | 888e | 391e | 158e | 81e  | 313e | 145e | 104e |
| UCI Europe Tour                       | 567e | 1569e | 853e  | 776e | 311e | 130e | 68e  | 252e | nc   | 85e  |
|                                       |      |       |       |      |      |      |      |      |      |      |
| Légende : nc = non classéSource : UCI |      |       |       |      |      |      |      |      |      |      |